# St. Johannis der Täufer (Drakenburg)

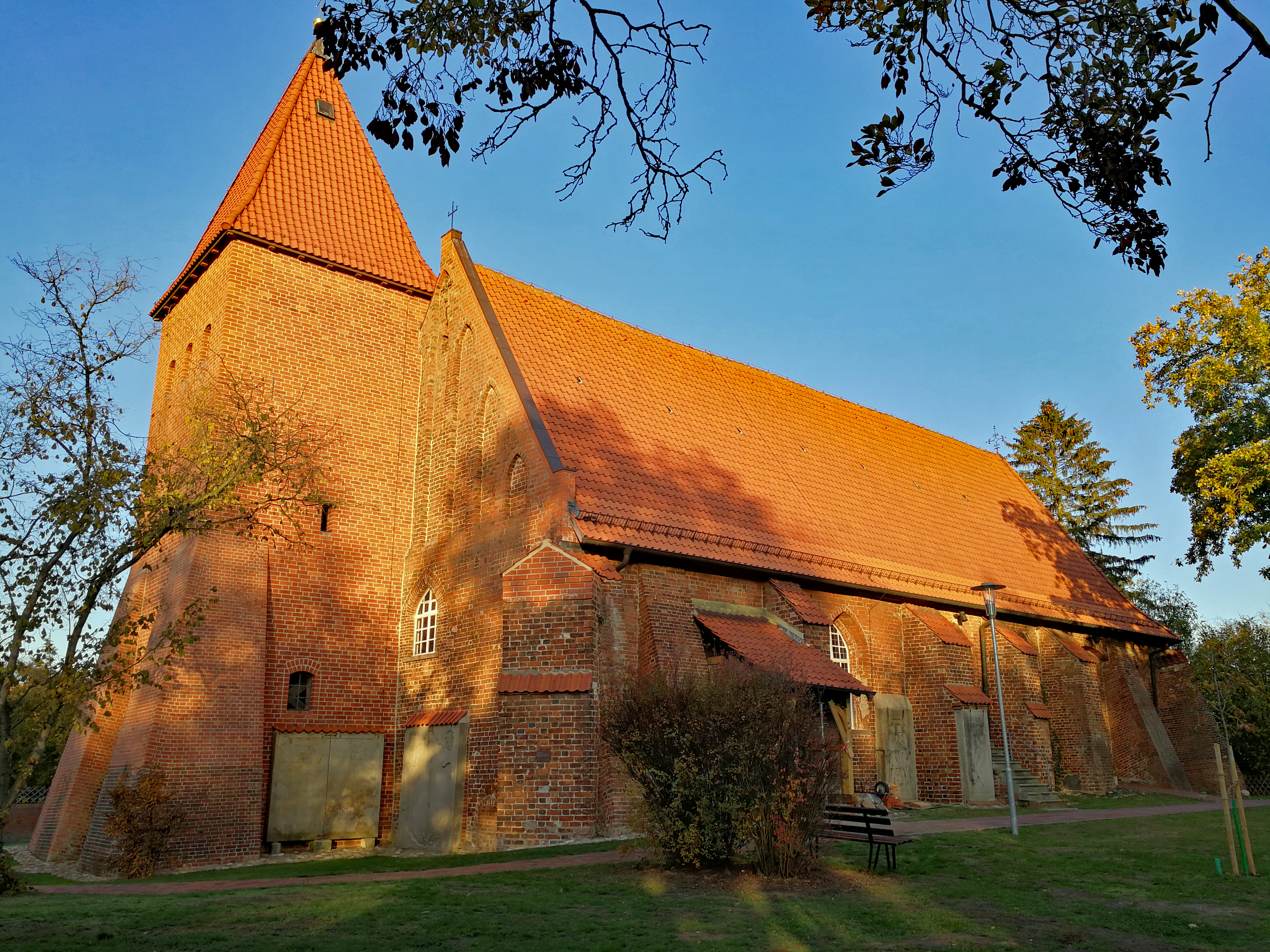
Westturm asymmetrisch platziert, um den Blendengiebel sichtbar zu lassen

Die evangelisch-lutherische, denkmalgeschützte Kirche St. Johannis der Täufer steht in Drakenburg, einem Flecken im Landkreis Nienburg/Weser von Niedersachsen. Die Kirchengemeinde Drakenburg-Heemsen gehört zum Kirchenkreis Nienburg im Sprengel Hannover der Evangelisch-lutherischen Landeskirche Hannovers.

## Beschreibung

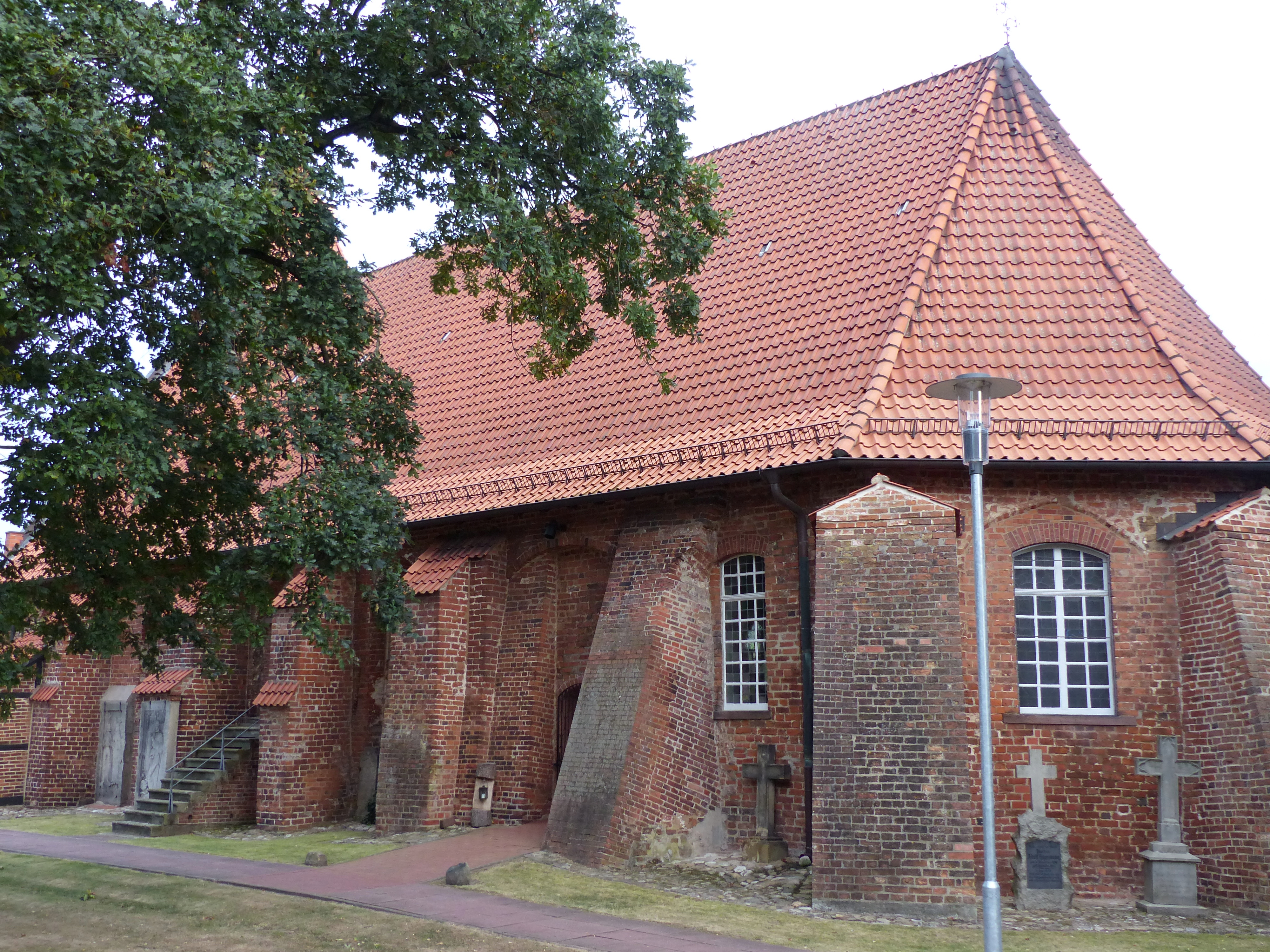
Strebepfeiler v. a. am Chor nachträglich verstärkt, alle Fenster verändert

Die gotische Saalkirche mit drei Jochen aus Backstein wurde in mehreren Abschnitten erbaut. Sie ist äußerlich durch eine große Zahl von Strebepfeilern geprägt. Die beiden westlichen Joche stammen von einem Bau aus der zweiten Hälfte des 13. Jahrhunderts. Zwischen 1475 und 1480 wurden eine umfassende Erneuerung und Erweiterung des Gebäudes durchgeführt. Zunächst wurde der bestehende Bau durch die Anfügung des gewölbten, polygonal abgeschlossenen Chors nach Osten erweitert. In einem zweiten Bauabschnitt nur wenige Jahre später wurde im Westen der aus der Mittelachse des Kirchenschiffes nach Norden versetzte Kirchturm vor der mit Blenden gegliederten Fassade errichtet. Um 1665 bzw. 1668 wurden im Turm ab dem ersten Obergeschoss zwei hintereinander stehende Glockenstühle gebaut. In ihnen hängen zwei Kirchenglocken, die beide 1643 gegossen wurden. Eine Schlagglocke für die Turmuhr wurde 1917 von J. F. Weule hergestellt. 1770 wurde der Turm durch den Anbau von Strebepfeilern und den Einzug von eisernen Ankern statisch gesichert.

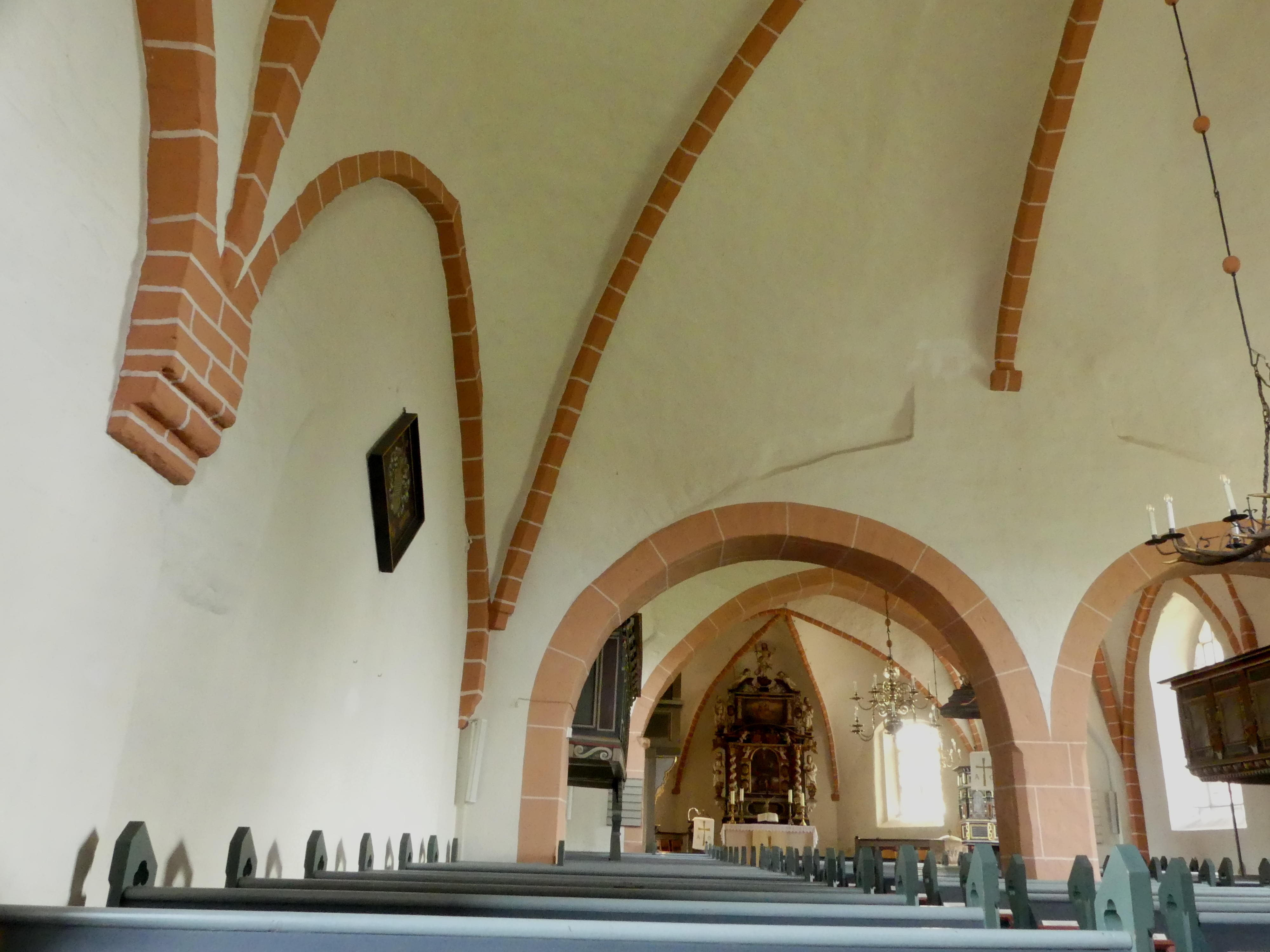
Blick aus dem Westjoch zum Altar; doppelter Rundbogen nachträglich

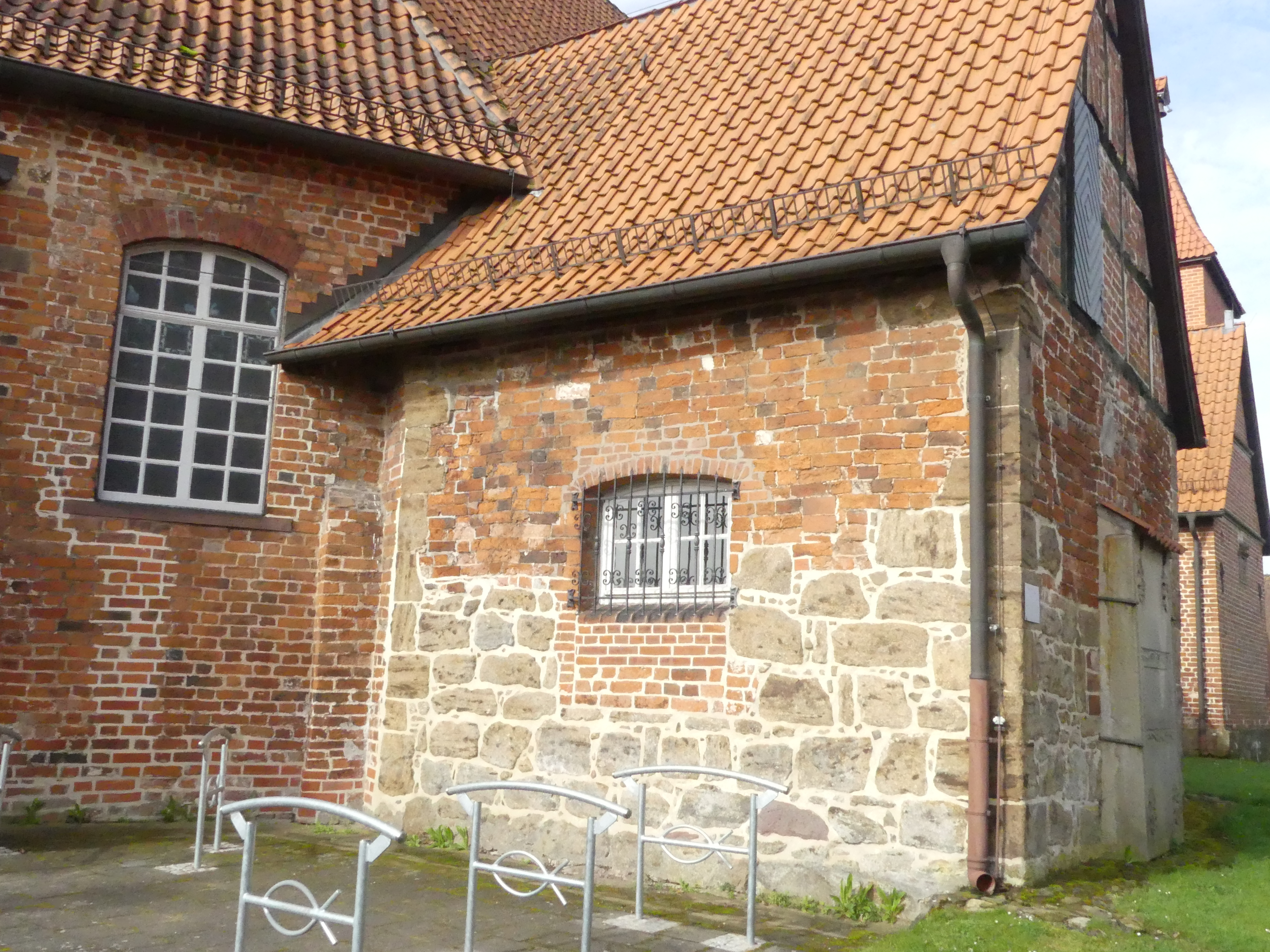
Älter oder neuer? – heutige Sakristei mit viel Sandsteinmauerwerk

Die heute dem Chors anliegende Sakristei stand ursprünglich frei. An der Nordseite wurde 1619 ein Erbbegräbnis angefügt. Bei einer Belagerung im Dreißigjährigen Krieg wurde die Kirche beschädigt. Sie wurde 1645 wiederhergestellt. Das Brauthaus wurde am Südeingang vor 1660 angebaut.
Der Innenraum ist in drei Joche mit unterschiedlichen Dimensionen gegliedert. Zwischen dem West- und dem Mitteljoch steht eine tief herabgezogene doppelte Arkade zur statischen Sicherung des Gurtbogens. Dadurch ist die eigentlich einschiffig angelegte Kirche in gewisser Weise zu einer Hallenkirche geworden. Zur Kirchenausstattung gehört ein barocker Altar, in dessen Zentrum der Sündenfall und die Kreuzigung und im oberen Geschoss die Auferstehung dargestellt sind. Als Bekrönung über einem Sprenggiebel triumphiert Jesus Christus. Auf der Brüstung der barocken Kanzel sind die vier Evangelisten farbig dargestellt. Der Schalldeckel wird von einem Pelikan bekrönt. Das mit einer Majestas Domini bemalte Gewölbe wurde um 1960 restauriert.

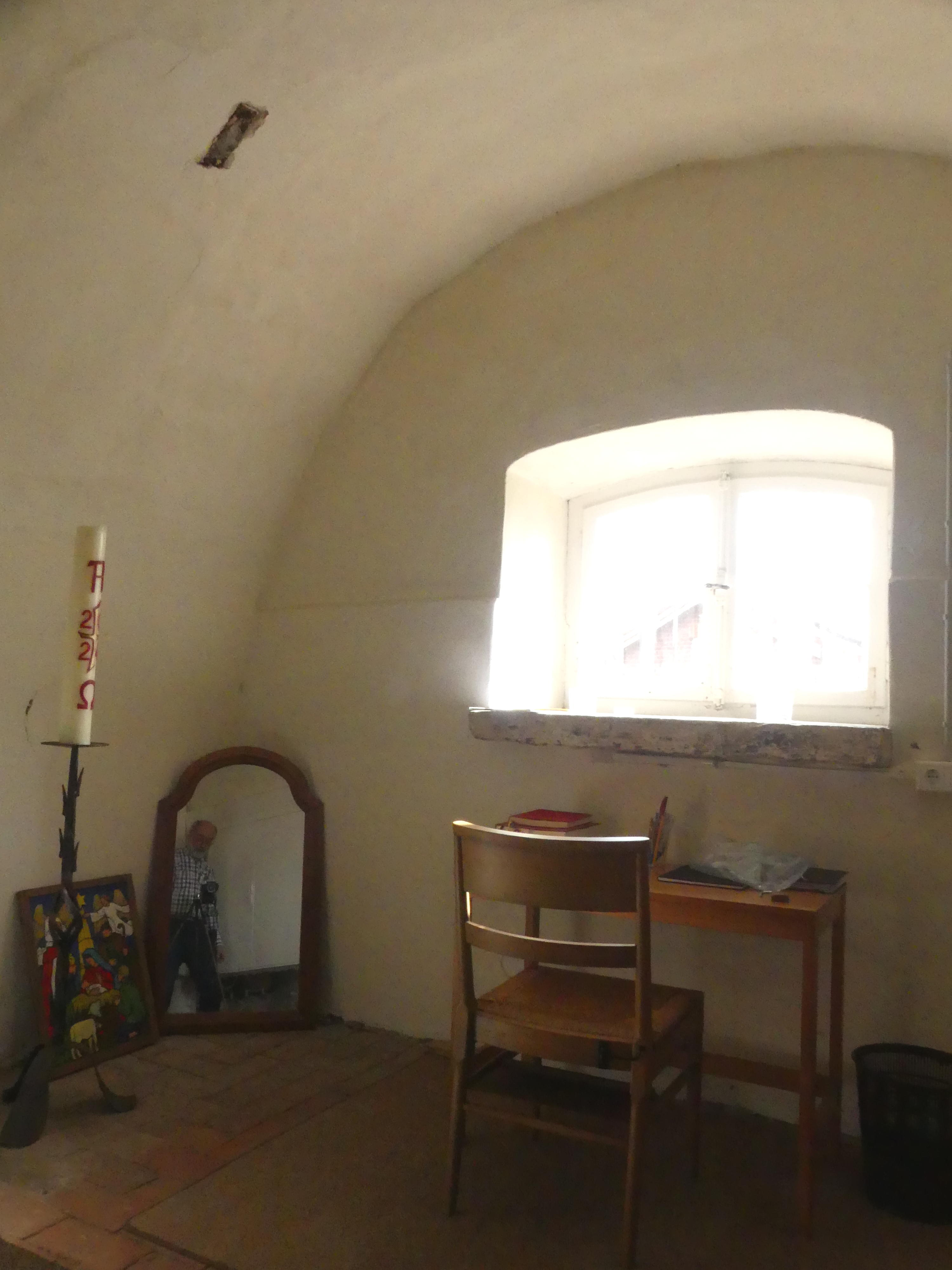
Tonnengewölbe der Sakristei

### Orgel
Die um 1592/96 erbaute erste Orgel wurde beim großen Stadtbrand 1627 zerstört. 1658/59 oder 1665 wurden Teile der 1562 durch Cornelis und Michael Slegel erbauten Orgel aus der Martinskirche in Nienburg durch Hermann Kröger nach Drakenburg überführt. 1843 erfolgte ein Neubau im fünfachsigen, klassizistischen Prospekt durch Ernst Wilhelm Meyer mit 10 Registern, einem Manual und einem Pedal, der 1911 grundlegend saniert wurde.
2025 wird die Orgel erneut saniert.

## Baugeschichte
Zu ihrer Baugeschichte gibt es zwei geradezu gegensätzliche Versionen, die vor allem Stil und Alter des Chors unterschiedlich einschätzen: Nach der älteren Theorie errichtete man zunächst eine kleine Kapelle, den heutigen, romanischen Chor, und baute daran später das gotische Kirchenschiff. Nach der 2003 von dem Bauhistoriker Stefan Amt verfassten Broschüre des Landschaftsverbandes Weser-Hunte über Dorfkirchen in den Landkreisen Nienburg und Diepholz baute man zunächst das Kirchenschiff und erweiterte es später um einen spätgotischen Chor. Die vier optisch mit Steinquadern verstärkten Mauerecken der Sakristei zeigen an, dass dieser heutige Anbau ursprünglich frei stand. Schon im Jahr 2000 wies der Archäologe und Historiker Axel Fahl-Dreger aus Vechta darauf hin, dass die Sakristei wegen ihres für ländliche Romanik typischen Sandsteinmauerks für älter als die Kirche einzuschätzen ist. Die Südostwand des polygonalen Chors weist einen durch die heutige Fensteröffnung überflüssig gewordenen Spitzbogen auf.
Auf jeden Fall wurde der Turm nachträglich vor den Westgiebel gestellt, asymmetrisch, um dessen schöne Blendarkaden nicht zu verdecken. Historisch interessant und von hoher künstlerischer Qualität sind Grabplatten aus der Spätgotik und der Renaissance von in Drakenburg ansässigen Adelsgeschlechtern. Im 17. Jahrhundert wurden Fenster Wandflächen des Chorpolygons teils verändert (mittelalterliche Rundstäbe im neuzeitlichen Zwillingsfenster des Scheitelfeldes), teils fast vollständig ersetzt (breiter spätgotischer Spitzbogen über neuzeitlichem Mauerwerk im südöstlichen Feld).